# Alexandrie de Troade
Pour les articles homonymes, voir Alexandrie (homonymie).
Alexandrie de Troade est une cité portuaire de l’antiquité située en Mysie, au nord-ouest de l’Asie mineure. Située à une quinzaine de kilomètres de l’antique Troie, elle se trouve dans la province actuelle de Çanakkale en Turquie en face de l’île de Bozcaada (ancienne Ténédos). Dans les écrits néotestamentaires de la Bible la ville est simplement appelée Troas.

## Historique

### Antigoneia
Alexandrie de Troade est fondée sur le site d’une ancienne bourgade Sigée et dotée d’un port artificiel en 310 av. J.-C. par le diadoque Antigone le Borgne. Elle se nommait dans un premier temps Antigoneia et regroupait le territoire de neuf autres bourgs ou cités car Antigone souhaitait disposer d’une puissante cité commerciale à l’entrée de l’Hellespont. Les premiers habitants furent des populations paysannes déplacées de force par Antigonos des anciennes localités vers la nouvelle cité.

### Alexandrie (de Troade)
Quand Lysimaque, un autre diadoque, prend le contrôle de la Troade, il donne à Antigoneia son nom définitif d’Alexandrie en l’honneur d’Alexandre le Grand. Lysimaque autorise certains des déplacés à rejoindre leurs anciennes agglomérations et presque toutes les cités initialement intégrées à Alexandrie finissent par recouvrer leur indépendance. Malgré tout, Alexandrie connait un fort développement à l’époque de Lysimaque.
Plus tard Alexandrie fait partie du royaume de Pergame puis, à partir de 130 av. J.-C., de la province romaine d’Asie et enfin de l’Empire byzantin à partir de 476. À l’époque romaine, la cité était le principal port sur la mer Égée du nord de l’Asie mineure. Les empereurs Auguste et Hadrien ainsi que le mécène Hérode Atticus contribuèrent à sa restauration et son embellissement.
Au XVIIe siècle ses ruines fournissaient des colonnes pour les bâtiments de Constantinople.

## Dans la Bible
C'est du port de la ville d’Alexandrie de Troas, simplement appelée 'Troas' dans la Bible Ac 16:8, que saint Paul s'embarque pour la Macédoine (en l’année 50 ou 51). Arrivé de Mysie, l’apôtre Paul passe la nuit à Troas. Selon le récit des Actes [16:6-10] il a un songe durant lequel la vision d’un Macédonien l’appelant : «Passe en Macédoine, viens à notre secours!» l’émeut au point qu’il change son plan de voyage. Accompagné de Luc il met le cap sur Samothrace, Neapolis et arrive à Philippes, colonie romaine en Macédoine [Ac. 16 :11].
Lorsque Paul repasse à Troas [Ac 20:5] il s’y trouve une communauté chrétienne pour laquelle il « rompt le pain » (eucharistie). Il y ressuscite également Eutyché, un jeune homme qui, assis sur le rebord de la fenêtre, s’endort « alors que Paul n’en finissait pas de parler » [Ac 20:9], et, tombant du troisième étage, meurt accidentellement.
Une autre mention, casuelle, de Troas en 2 Tim. 4:13 suggère que Paul a fait une troisième visite à cette communauté dont il est sans doute le fondateur.